# Guys and Dolls
Guys and Dolls (br: Garotos e Garotas; pt: Eles e elas) é um filme estadunidense de 1955, do gênero musical, dirigido por Joseph L. Mankiewicz.

## Sinopse
A história começa quando jogador Sky Masterson é desafiado a levar a missionária do Exército da Salvação Sarah Brown para Havana. A aposta funciona até que eles se apaixonam.

## Elenco
- Marlon Brando  ....  Sky Masterson
- Jean Simmons   ....  Sergeant Sarah
- Frank Sinatra  ....  Nathan Detroit
- Vivian Blaine  ....  Miss Adelaide
- Kay E. Kuter  ....  Calvin
- Franklyn Farnum .... Espectador no Clube (não-creditado)

## Principais prêmios e indicações
Oscar 1956 (EUA)
- Indicado nas categorias de melhor figurino, melhor direção de arte, melhor música.